# Traité de Delft

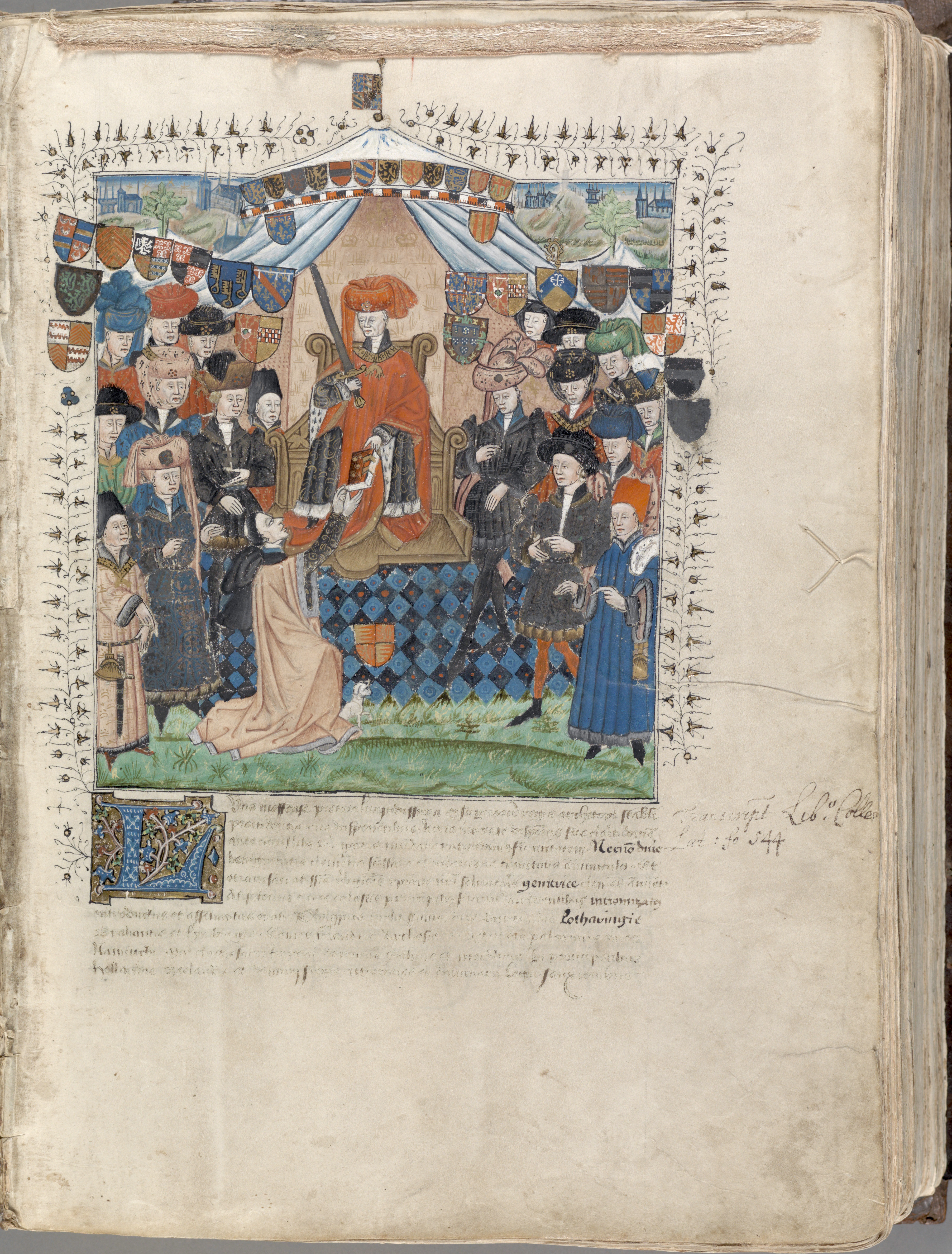
Document médiéval des Pays-Bas daté approximativement vers 1450 représentant Philippe le Bon qui reçoit le Remissorium Philippi, un registre des archives des comptes de Hollande. Avec ce registre Philippe connait les privilèges attribués en Hollande et Zélande.

Le traité de paix de Delft ou réconciliation de Delft est signé le 3 juillet 1428 entre Philippe le Bon, duc de Bourgogne, et la comtesse Jacqueline de Bavière. Philippe le Bon devient régent et héritier de la Hollande, Zélande, Hainaut et l'héritier des biens de Jacqueline. Tout mariage est interdit à la comtesse Jacqueline sans l’autorisation de son cousin.
Par ce traité, Jacqueline :

 – reconnaît Philippe le Bon comme « ruwaert », c.-à-d., tuteur et héritier de ses États, si elle venait à décéder sans descendance ;

 – s'engage à ne pas lever d'armées ;

 – s'engage à ne pas quitter ses terres ;

 – s'engage à ne pas se marier sans autorisation.

 En compensation, elle reçoit en apanage le comté d'Ostrevant (en Hainaut).
Elle épousera cependant un noble zélandais, Frank van Borselen, le chef du parti des Cabillauds sur lequel s’était appuyé jusque-là le duc de Bourgogne (1432). Philippe le Bon réagit en apprenant ce mariage interdit cassant de fait le traité signé et s’empare des États de Jacqueline le 12 avril 1433 par le Traité de La Haye (en).